# José Defran
José Eugenio Defran (ur. 1 stycznia 1938 w Concepción de La Vega) – dominikański zapaśnik walczący w stylu wolnym. Olimpijczyk z Meksyku 1968, gdzie zajął 21. miejsce w kategorii do 52 kg.

## Letnie Igrzyska Olimpijskie 1968
| Konkurencja      | Rundy eliminacyjne        | Rundy eliminacyjne   | Klas. końcowa |
| Konkurencja      | Przeciwnik I              | Przeciwnik II        | Miejsce       |
| ---------------- | ------------------------- | -------------------- | ------------- |
| 52 kg styl wolny | Mohammad Ghorbani (IRI) P | Rick Sanders (USA) P | 21.           |